# قطره آفتاب دندانه‌ای
قطره آفتاب دندانه‌ای (نام علمی: Calylophus serrulatus) نام یک گونه از سرده قطره آفتاب است.
این گیاه بومی بخش‌های مرکزی شمال قاره آمریکا است.